# Thomas Hancock
Thomas Hancock (Marlborough, 8 de maio de 1786 – Londres, 26 de março de 1865), irmão mais velho de Walter Hancock, foi o inventor do elástico, da indústria inglesa da borracha e da máquina de mastigação da borracha. 